# عشب الربيع المر
عشب الربيع المر (الاسم العلمي:Anthoxanthum amarum) هو نوع من النباتات يتبع جنس عشب الربيع من الفصيلة النجيلية.